# Lockheed AQM-60 Kingfisher
El Lockheed AQM-60 Kingfisher, originalmente designado XQ-5, fue una versión de blanco aéreo no tripulado del avión de pruebas X-7 de la USAF, construido por la Lockheed Corporation. El avión fue diseñado por Kelly Johnson, el diseñador que más tarde pasó a crear el Lockheed A-12 y sus derivados, como el Lockheed SR-71 Blackbird y el Lockheed YF-12.

## Diseño y desarrollo
El desarrollo del X-7 comenzó en 1946, tras una solicitud de la USAF por un vehículo aéreo no tripulado de Mach 3 con la finalidad de realizar pruebas. Este vehículo de pruebas no tripulado evolucionó en el Kingfisher, que fue más tarde utilizado para probar sistemas antimisiles como los MIM-3 Nike Ajax, SAM-A-25/MIM-14 Nike Hercules, e IM-99/CIM-10.
El Kingfisher era capaz de evadirse de la inmensa mayoría de sistemas de armas en los que se usó para ser probados, a pesar de que los sistemas estaban diseñados para destruir misiles hipersónicos en vuelo. Esto creaba una cantidad significativa de vergüenza a la USAF, dando como resultado considerables consecuencias políticas, que provocaron la paralización final de la producción en 1959 y la cancelación del proyecto enteramente a finales de los años 60.
El motor desarrollado para el AQM-60 fue más tarde modificado para ser usado en un estatorreactor nuclear de largo alcance llamado CIM-10 Bomarc, que fue usado como defensa nacional contra bombarderos nucleares durante los años 60 y principios de los 70. Una resistente variante del mismo motor fue producida con la intención de ser usada en el Lockheed D-21, que fue diseñado para ser lanzado desde la espalda de un Lockheed SR-71 Blackbird nodriza o desde debajo del ala de un bombardero nuclear Boeing B-52 Stratofortress.

## Operadores
Estados Unidos
- Fuerza Aérea de los Estados Unidos

## Especificaciones

### Características generales
- Tripulación: Ninguno
- Longitud: 11,6 m (38,1 ft)
- Envergadura: 3 m (9,8 ft)
- Altura: 2,1 m (6,9 ft)
- Peso cargado: 3600 kg (7934,4 lb)
- Planta motriz: 
* 1x estatorreactor Marquardt XRJ43-MA (vuelo sostenido)
* 2x cohete de combustible sólido Thiokol XM45 (5KS50000) de 222 kN (50 000lbf) de empuje cada uno durante 5 s (aceleradores).

### Rendimiento
- Velocidad máxima operativa (Vno): Mach 4,3
- Alcance: 210 km (113 nmi; 130 mi)
- Techo de vuelo: 30 000 m (98 425 ft)

## Aeronaves relacionadas

### Secuencias de designación
- Secuencia Q-_ (Aeronaves no tripuladas de la USAF, 1948-1962): ← Q-2 - Q-3 - Q-4 - Q-5 - Q-6 - Q-7 - Q-8 →
- Secuencia __M-_ (Misiles y drones estadounidenses, 1962-presente): ← MQM-57 - MQM-58 - RGM-59 - AQM-60 - MQM-61 - AGM-62 - AGM-63 →